# Una noche en Casablanca
Una noche en Casablanca (A Night in Casablanca) es una película cómica estadounidense 1946, el duodécimo largometraje de los Hermanos Marx.
En la película aparecen los tres hermanos: Groucho Marx, Chico Marx y Harpo Marx. La película fue dirigida por Archie Mayo y escrita por Joseph Fields y Roland Kibbee. La historia se desarrolla en Casablanca durante la Segunda Guerra Mundial.

## Argumento
Ronald Kornblow (Groucho Marx), es contratado para dirigir un hotel de Casablanca cuyos gerentes anteriores fueron asesinados. Hay una conspiración para encontrar un tesoro oculto por los nazis.

## Comentarios
Un popular mito que rodea a esta película (alentado en parte por el propio Groucho) es el de que con motivo de esta película, la Warner se había dirigido a la productora de esta película, indicándole que no podía utilizar el nombre de Casablanca, ya que era propiedad intelectual de la Warner. En realidad lo que sucedió fue que en un principio la película iba a ser una parodia de Casablanca de 1942, siguiendo la misma línea argumental hasta el punto de usar nombres de personajes tales como "Humphrey Bogus". Warner Brothers no demandó realmente a los Marx ni trató de hacerlo, pero pidió formalmente a los hermanos el argumento y el guion de la película. Groucho Marx explotó la situación con fines publicitarios respondiendo a esa carta en términos bastante graciosos, diciendo entre otras cosas que ignoraba que el nombre Casablanca fuera propiedad de nadie, y que, incluso aunque se repusiera la película de la Warner, la gente sería capaz de distinguir a Ingrid Bergman de Harpo. Esta carta se ha convertido en un clásico. Finalmente no hubo acciones legales, ya que los Marx convirtieron el argumento en una parodia de las películas al estilo de Casablanca, más que en Casablanca específicamente. Curiosamente, hoy día Warner Brothers es la propietaria de los derechos de la película. 
La película, en cualquier caso, es una parodia de la película Casablanca de Michael Curtiz, y es una de las últimas en las que participaron los tres más famosos Hermanos Marx.

## Trivia
- Al igual que Un día en las carreras Harpo usa charadas para avisar al personaje de Groucho de que corre peligro.